# Pianoro
Pianoro (emilián nyelven Pianôr) település Olaszországban, Emilia-Romagna régióban, Bologna megyében. Lakosainak száma 17 652 fő (2023. január 1.). Pianoro Loiano, Monterenzio, Monzuno, San Lazzaro di Savena, Sasso Marconi, Ozzano dell’Emilia és Bologna községekkel határos.

## Népesség
A település lakossága az elmúlt években az alábbi módon változott:
| Lakosok száma | 17 537 | 17 503 | 17 652 |
|               | 2017   | 2018   | 2023   |